# 오승훈 (축구 선수)
오승훈 (吳承訓, 1988년 6월 30일~)은 대한민국의 축구 선수이며 포지션은 골키퍼이다. 현 K리그1 대구 FC 소속이다.

## 구단 경력
2010년 도쿠시마 보르티스에 입단하였다. 첫 시즌 중반까지는 팀의 3옵션 골키퍼였으나 시즌 막바지 7경기를 연속으로 출전하며 입지를 다져나갔다. 두 번째 시즌부터 주전 골키퍼로 활약하였다.
2013년에는 교토 상가 FC로 이적하였으며 교토에서도 주전으로 활약하였다.
2015 시즌을 앞두고 대전 시티즌으로 이적하였다. 2015년 3월 7일 2015 시즌 대전의 첫 경기였던 부산 아이파크 원정 경기에 선발 출전하여 자신의 K리그 데뷔전을 치렀으나, 1골을 실점하며 1:0 패하였으며 이어진 광주 FC와의 홈 개막전에도 선발출전하였으나 2골을 내주며 패배하였다. 이후에도 3월 21일 제주 유나이티드전 5:0 패, 4월 4일 성남 FC전 4:1패로 두 경기 동안 총 9골을 실점하며 부진한 모습을 보이자 이어진 울산 현대와의 홈 경기에서는 박주원에 선발 자리를 내주었다. 이후 박주원에게 잠시 주전을 내주었으나, 시즌 중 후반 전북 현대 모터스, 전남 드래곤즈와의 두 경기서 박주원이 7골을 실점하는 부진하는 모습을 보임과 동시에 새로 부임한 최문식 감독의 신임을 받아 9월 13일 전남 드래곤즈와의 원정 경기에 출전하며 다시 주전으로 거듭났고, 10월 18일 전남 드래곤즈와의 홈 경기서 무실점으로 선전하며 대전에 2015 시즌 홈 첫승을 이끌었다. 부산 아이파크와의 곧이은 홈경기서도 선전하며 대전의 2:1 승리이자 시즌 첫 연승을 이끌었으나, 팀의 강등을 막지 못하였다.
2015 시즌을 끝으로 대전 구단과의 계약을 해지하고, 군 복무를 위해 상주 상무에 입단하였다. 그 후, 2017 시즌 중 전역하여 남은 기간 동안 무적 신분으로 지내다가 2018년 1월 8일 울산 현대에 입단하였다.
2019 시즌 중, 울산이 김승규를 3년 6개월 만에 영입하자, 2019년 7월 25일에 제주 유나이티드로 이적하였다. 2020 시즌에는 제주가 K리그2에 머물때 제주를 K리그2 우승과 더불어 한 시즌만에 K리그1으로 승격시키는데 일조하였다. 그리고 K리그2 베스트 11 GK 부문에 선정되었다.
2022 시즌을 앞두고 대구 FC로 이적하였다.

## 국가대표팀 경력
2009년 하계 유니버시아드 축구 국가대표팀으로 선발되었고, 이탈리아와의 조별리그 1차전을 시작으로 체코와의 5,6위전까지 주전 골키퍼로 활약하였다.

## 수상

### 팀

#### 제주 유나이티드
- K리그2 우승: 2020

### 개인
- K리그2 베스트 11: 2020